# Rediu, Galați
Rediu là một xã thuộc hạt Galați, România. Dân số thời điểm năm 2002 là 3898 người.